# دیتوکس آیکانت
دیتوکس آیکانت (به انگلیسی: Detox Icunt) (زاده ۳ ژوئن ۱۹۸۵) زن‌پوش آمریکایی است.